# Předmíř
Předmíř (německy Pschedmirsch) je obec v okrese Strakonice v Jihočeském kraji, asi 11 km severozápadně od Blatné. Žije zde 289 obyvatel.
Jihovýchodně od obce se nachází přírodní památka Pastvina u Zahorčic.

## Historie
První písemná zmínka o obci pochází z roku 1318.

## Obecní správa

### Části obce
- Metly (k. ú. Metly)
- Předmíř (k. ú. Předmíř)
- Řiště (k. ú. Řiště)
- Zámlyní (k. ú. Zámlyní)

K obci patří také Dolní Mlýn a Horní Mlýn.
Od 1. ledna 1974 do 31. prosince 1992 k obci patřilo i Březí.
Sousedními obcemi sídla jsou Březí, Lnáře, Kocelovice, Kasejovice, Mladý Smolivec a Hvožďany.

## Pamětihodnosti
- Boží muka
- Kaple v Předmíři
- Kaple v Zámlyní
- Kaple v Řišti
- Kaple v Metlách
- Kříž v Předmíři
- Kříž v Zámlyní
- Pomník obětem světových válek v Předmíři

## Doprava

### Dopravní síť
Do obce vedou silnice III. třídy. Územím obce vede silnice II/177 Hořehledy – Nové Mitrovice – Mladý Smolivec – Lnáře. Železniční trať ani stanice či zastávka na území obce nejsou.

### Autobusová doprava 2024
Autobusovou dopravu v obci Předmíř zajišťuje společnost ČSAD AUTOBUSY České Budějovice. V obci se nachází zastávka Předmíř. Pod obec spadají také zastávky Předmíř,rozc.1.0, Předmíř,U Červenků a Předmíř,Zámlyní. V místních částech Metly a Řiště se autobusové zastávky nenacházejí. Obec obsluhují autobusové linky 380762 a 380769. Linka 380762 vede z Blatné, Chlumu, Hajan, Kocelovic, Tchořovic, Lnář a pokračuje dále do Mladého Smolivce a Radošic. Linka 380769 spojuje obec se Lnáři, Blatnou a Horažďovicemi, přičemž obsluhuje i další obce na trase.

## Galerie

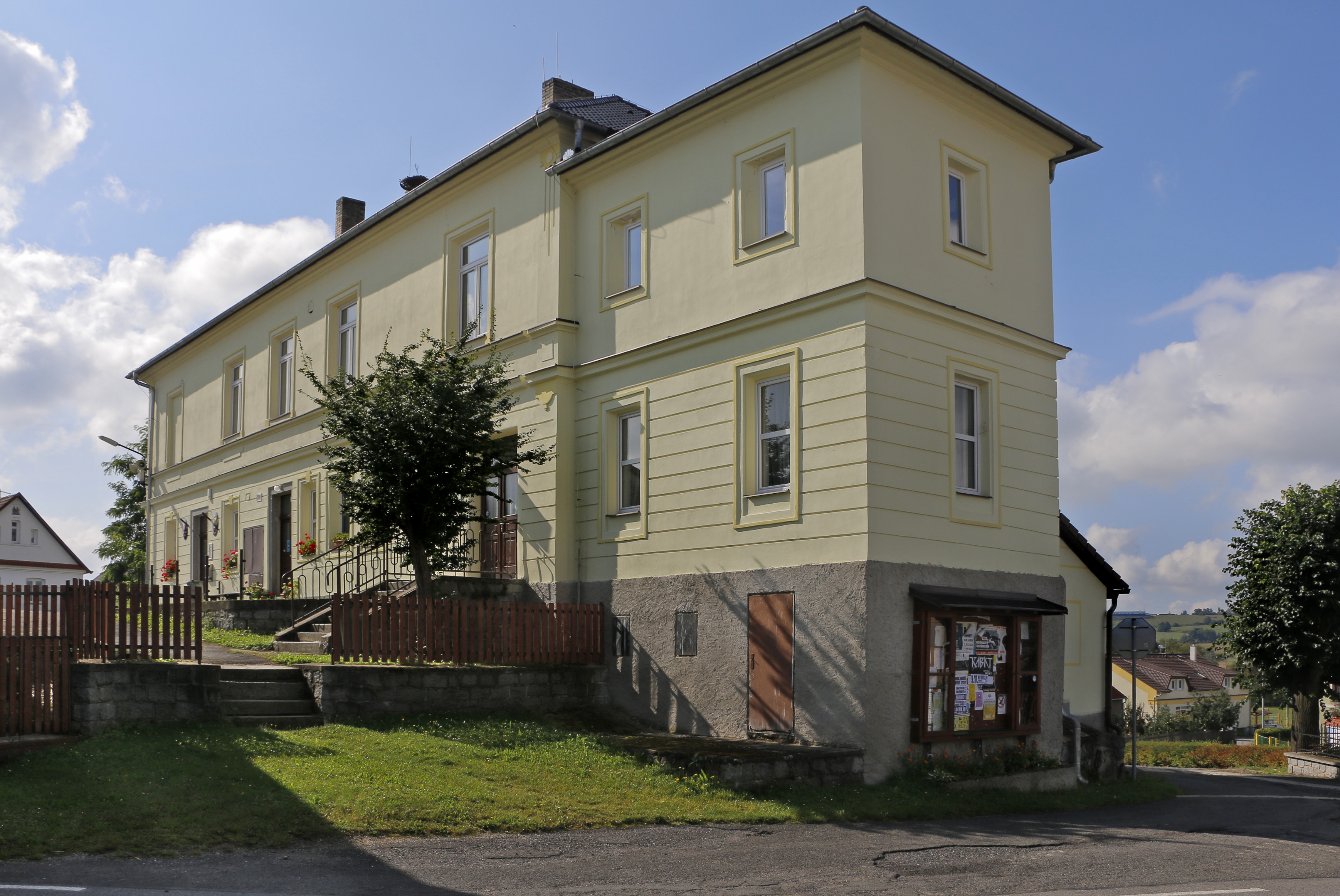
Hospoda s obecním úřadem
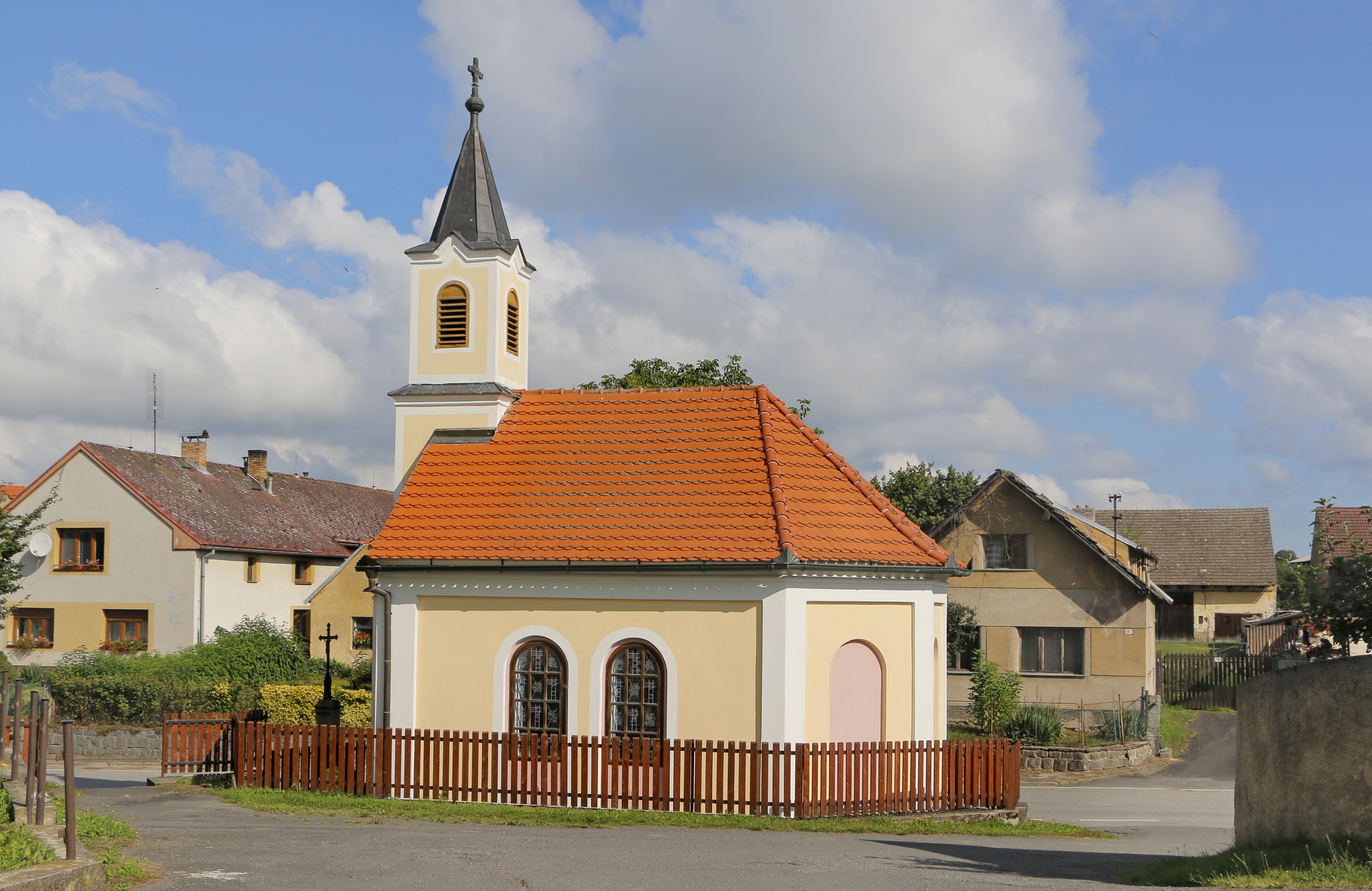
Kaple
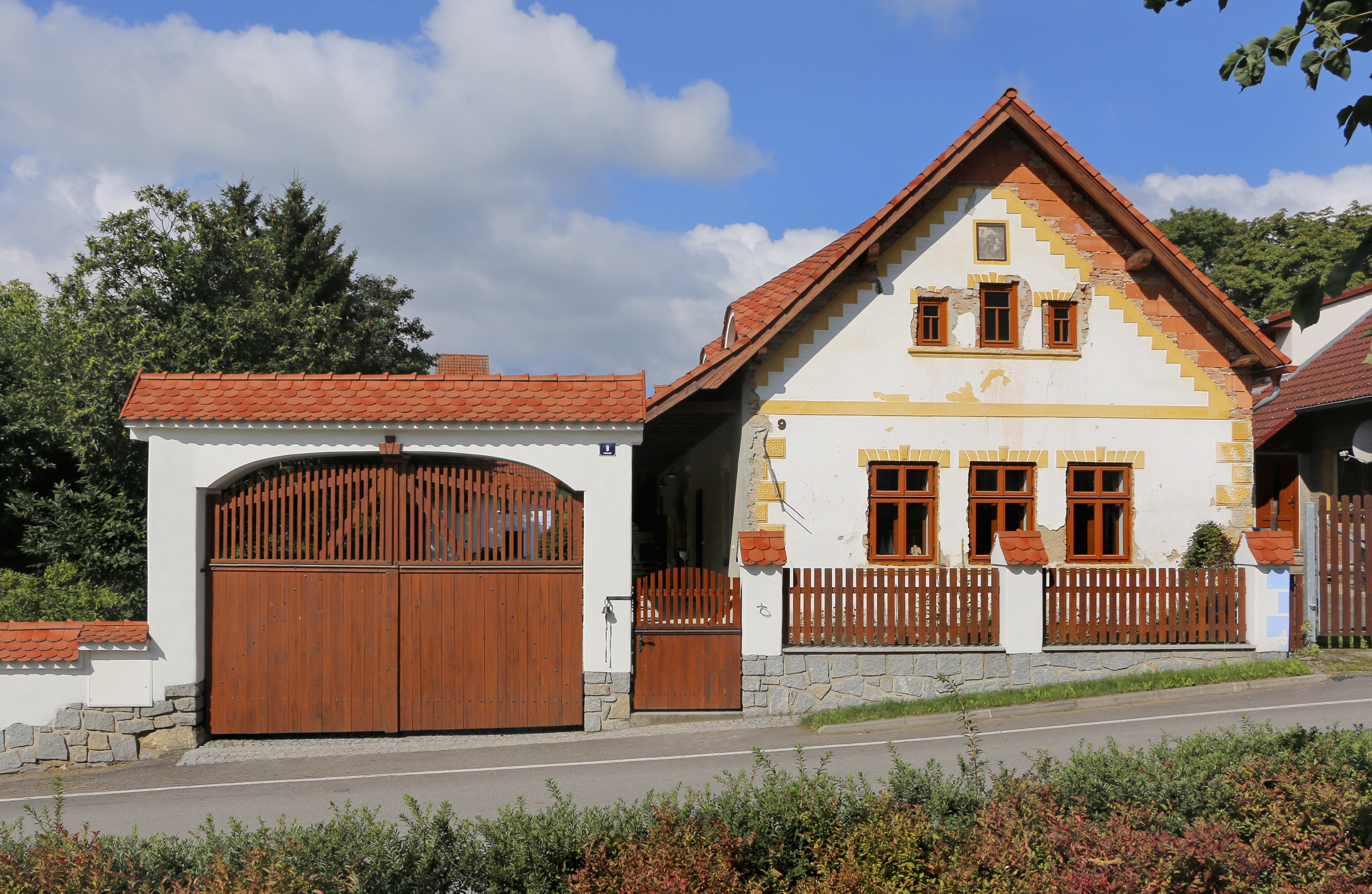
Dům čp. 9